# Крутіха (Шадрінський район)
Круті́ха (рос. Крутиха) — присілок у складі Шадрінського району Курганської області, Росія. Входить до складу Сосновської сільської ради.
Населення — 68 осіб (2010, 134 у 2002).
Національний склад станом на 2002 рік: росіяни — 89 %.